# Israel Bascón
Israel David Bascón Gigato, conocido en los medios deportivos como Israel (Utrera, provincia de Sevilla, 15 de marzo de 1987) es un exfutbolista español y su último club fue el Albacete Balompié de la Segunda División española. Su posición habitual era extremo derecho.

## Carrera

### Real Betis Balompié
Israel debutó con el primer equipo del Real Betis contra la Real Sociedad el 16 de marzo de 2005. Durante la temporada 2004-05 jugó 8 partidos de Liga, 3 de Copa del Rey, marcando frente al Club Deportivo Mirandés. En la temporada siguiente jugó otros 8 encuentros de liga, 7 siendo suplente. Jugó 1 de Copa de la UEFA y 2 en la UEFA Champions League. Fue suplente ante el Liverpool FC en Anfield y titular frente al Anderlecht.

### Mérida UD
Durante el verano de 2006, Israel fue ojeado por el Chelsea y por el Real Madrid Castilla pero recaló cedido en el Mérida Unión Deportiva. En agosto de 2006 tuvo un serio accidente de coche que le obligó a ponerse un collarín por graves contusiones. Debido a esto jugó muy poco en el Mérida. Volvió al Betis en julio de 2007.

### Real Betis Balompié
En la temporada 2009-2010, vuelve a formar parte de la primera plantilla del Betis, pero al final de la temporada 2010-2011 deja el Real Betis Balompié, con el equipo ya en primera.

### Xerez CD
Tras finalizar contrato con el Real Betis Balompié después de su nuevo ascenso a primera, al jugador se le comunica que no se le renovará el contrato con la entidad verdiblanca colocándose el Xerez CD como el mejor posicionado para su adquisición. Tras llegar a un acuerdo para firmar por la entidad jerezana, ya que por cercanía con su ciudad natal, Utrera, así como la posibilidad de encontrarse con viejos conocidos, como el nuevo entrenador Juan Merino o Capi, el jugador se decide a emprender una nueva etapa en su carrera firmando para las 3 próximas temporadas con el cuadro azulino.
El 31 de enero de 2013 se anuncia su cesión al GAS Veria FC hasta final de temporada.

### Albacete Balompié
El 10 de agosto de 2013 ficha por el Albacete Balompié, firma por una temporada más otra por objetivos. Después de padecer tres operaciones de rodilla en los dos últimos años decidió abandonar el fútbol activo.

## Clubes
| Club              | País   | Año       |
| ----------------- | ------ | --------- |
| Real Betis B      | España | ¿–2005    |
| Real Betis        | España | 2005–2006 |
| Mérida UD         | España | 2006–2007 |
| Real Betis        | España | 2007–2011 |
| Xerez CD          | España | 2011–2013 |
| Veria FC          | Grecia | 2013      |
| Albacete Balompié | España | 2013-2016 |